# ام‌سی‌وی
ام‌سی‌وی (انگلیسی: Manufacturing Commercial Vehicles) شرکت خودروسازی مصری است، که در سال ۱۹۹۴ تأسیس شد.